# Гной
Гнойта (на латински: pus) е възпалителен ексудат, образуващ се в организма поради инфекциозно възпаление с гноеродни бактерии (гнойна инфекция). Гнойта най-често е бледа, жълтеникава течност, но цветът ѝ може да бъде зелен, синьо-зелен, дори червено-кафяв, в зависимост от причинителите. Гнойта е ексудат, богат на белтъци, бели кръвни клетки и микроорганизми, предимно мъртви, но също и живи.
Образуването на гной може да се придружава от други симптоми, които варират в зависимост от основното заболяване, разстройство или състояние. Локализирани (местни) симптоми, които могат да се появят заедно с изтичането на гной, включват подутина на кожата, болезненост, изтичане на секрет, зачервяване, подуване. Системните симптоми могат да включват болки в цялото тяло, кашлица с гнойни храчки, затруднено дишане, умора, фебрилитет, главоболие и други.
Гнойта може да бъде свързана с кожни заболявания (като акне), бактериални инфекции, белодробен абсцес, остър менингит, амилоидоза, круп, варицела, херпес, паротит, синдром на токсичния шок, стоматологичен абсцес, фоликулит (възпаление и инфекция на космените фоликули), инфекция на гърлото (стрептокок в гърлото) и други.